# ولاية بكتيا

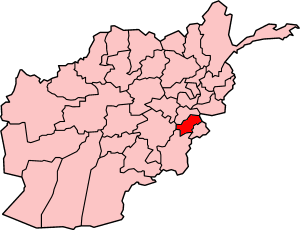
ولاية بكتيا

ولاية بکتيا (بالبشتوية: پکتيا)‏ من إحدی الولايات الـ 34 بأفغانستان تقع جنوب شرقي البلاد، عاصمتها مدينة کرديز وسکانها حوالي 415000 نسمة بينما تبلغ مساحتها حوالي 6432 کيلو متر مربع. يتحدث سکان بکتيا لغة الباشتو.

## التاريخ
ينحدر محمد نجيب الله أحمد زي – الرئيس الأفغاني الراحل – من إقليم بکتيا وتحديداً وادي ميلان. ولاية بکتيا ضمت خوست وبکتيکا فی السابق والمعروفة باسم بکتيا العظمی ولکن الإقليمين إنفصلا عنها فی الآونة الأخيرة.

## الحکومة
تم تعيين عدد من الحکام للإقليم من قبل حکومة کرزاي عقب زوال حرکة طالبان. تم تعيين «رحمة الله رحمت» کحاکم للولاية بعد مقتل حکيم تنيوال في سبتمبر 2006.
تتميز ولاية بکتيا بهوية بشتونية عريقة حيث أن القوميين البشتون هناک طالبوا الحکومة بدمج الأقاليم الثلاثة – خوست – بکتيکا وبکتيا – سعياً لإيجاد بشتونستان واحد أي کيان موحّد يجمع کافة العشائر البشتونية في البلاد.
رغم موجة العنف التي تعصف بالبلاد، فإن بکتيا تتمتّع بوضع أمني هادیء نسبياً بالمقارنة مع جيرانها لکنها تواجه مشکلات وتحديات عظيمة في نفس الوقت.

## الوضع الأمني
لقي حاکم الإقليم حکيم تنيوال مصرعه عقب عملية انتحارية نفذّها متمردون من طالبان في سبتمبر 2006. تعتبر بکتيا من أکثر الأقاليم تعقيداً فی المنطقة الشرقية حيث أنها تشهد نشاطاً مليشاوياً مکثّفاً واتجاهات وانحيازات تتغير من حين لآخر لصالح أمراء المنطقة.
تتميز ولاية بکتيا بتضاريس وطرقات غائرة تشبه سلسلة جبال الهندوکش والتي توفر ملاذاً آمناً لعصابات مسلحة بممارسة نشاطاتهم القتالية هناک. بعد سقوط حرکة طالبان، عانت بکتيا من فوضی عارمة حيث أنها کانت مسرحاً لحرب أهلية بين مقاتلي طالبان وفلول القاعدة ومليشيات موالية لأمراء المنطقة. تکبّد الجيش الأمريکي خسائر فادحة أثناء معرکته ضد عناصر طالبان والقاعدة فی کهوف الجبال جنوبي مدينة کرديز.
تحسّن الأمن فی الإقليم بشکل ملحوظ فی السنوات الأخيرة رغم عمليات قتالية متقّطعة تقوم بها مجموعات مسلحة من طالبان في بلدات شرقية من الولاية وهي بمثابة تحدّي أکبر للحکومة الأفغانية فی کابول.
يسود الأمن فی کرديز حالياً بفضل انتشار الجيش الأفغاني المدعوم بعتاد حربي أمريکي.

## المديريات
شمکني، دند وبتان، کرديز، زدران، زازي، جاني خيل، سيد کرم، زواک، زرمت، أحمد زي، لزة منکل وشاهي کوت.